# Hatice Sultan (figlia di Murad V)
Hatice Sultan (turco ottomano: خدیجه سلطان, lett. "fanciulla rispettosa"; Istanbul, 5 aprile 1870 – Beirut, 13 marzo 1938) è stata una principessa ottomana, figlia del sultano Murad V e della consorte Şayan Kadin.

## Origini
Hatice Sultan nacque il 5 aprile 1970 a Istanbul, nel  Kurbağalıdere Köşkü. Suo padre era il futuro sultano ottomano Murad V e sua madre la terza consorte Şayan Kadın.
La sua nascita dovette essere tenuta segreta, perché era all'epoca vietato ai principi ottomani avere figli prima di salire al trono, e, anche se Murad ne aveva già avuti due grazie al favore di suo zio, il sultano Abdülaziz, questa volta Pertevniyal Sultan, madre di Abdülaziz, pretese che le regole venissero rispettare e che Şayan venisse costretta ad abortire. Con l'aiuto di Abdülaziz, Murad portò Şayan nella sua villa in città e, mentre riferì a Pertevniyal che l'aborto era stato eseguito, in realtà Şayan partorì Hatice e la crebbe di nascosto fino alla salita al trono di Murad sei anni dopo.
Quando Murad divenne sultano nel 1876, col nome di Murad V, Şayan e Hatice andarono a vivere a Palazzo Dolmabahçe, dove Şayan venne elevata a "Terza Kadın" e Hatice riconosciuta principessa imperiale.
Ma, dopo soli 93 giorni, Murad V fu deposto dal suo fratellastro Abdülhamid II, per supposta incapacità mentale, e rinchiuso, con tutta la sua famiglia, nel Palazzo di Çırağan.

## Confinamento
Al momento del suo confinamento al Palazzo di Çırağan, Hatice aveva sei anni.
Crebbe come una bambina ridente e allegra, particolarmente amante delle storie, di cui inventava lei stessa i finali. Ben istruita da suo padre, dalle consorti e dalle Kalfa (serve), imparò il francese e a suonare il pianoforte da Gevherriz Hanım, una consorte di Murad. Era la figlia prediletta di Murad V.
Crescendo, la sua passione per la lettura s'intensificò. Spesso passava la notte a leggere, soprattutto romanzo francesi, e amava discuterne con la sua famiglia. In particolare, rivelò una natura molto romantica, attratta dalle vicende amorose e dai loro drammi.
Ormai una giovane donna, venne descritta come bellissima, intelligente ed vivace. Era anche focosa e sensibile, e soffriva molto la sua condizione di reclusa. Si lamentava spesso a proposito, chiedendosi a cosa servisse rimanere lì ad annoiarsi e se non fosse destinata a rimanere lì per sempre come una serva in pensione.

## Primo matrimonio
Ormai una donna adulta, Hatice desiderava sposarsi e lasciare il Palazzo di Çırağan. Tramite sua madre e le serve anziane, comunicò questo suo desiderio al padre, che scrisse al sultano Abdülhamid II, chiedendo che trovasse marito alle sue due figlie maggiori, Hatice Sultan e Fehime Sultan, sottolineando che era suo dovere farlo.
Abdülhamid II accettò, ma a condizione che le due non tornassero più al Palazzo di Çırağan, né rivedessero la famiglia. Entrambe le principesse, interrogate a proposito, accettarono.
Così, nel 1898, Hatice lasciò il Palazzo di Çırağan e si stabilì a Palazzo Yıldız. Nel mentre, Abdülhamid II fece ristrutturare le ville di Ortaköy e costruirne di nuove, così che le principesse potessero viverci una volta sposate. Terminati i lavori, inviò le foto a Murad V per rassicurarlo sul modo in cui si prendeva cura delle figlie.
Nell'ottobre 1898 Hatice incontrò, insieme alle figlie di Abdülhamid II, l'imperatrice Augusta Vittoria di Schleswig-Holstein-Sonderburg-Augustenburg. Inizialmente esclusa dalla cerimonia con Fehime, Abdülhamid II infine invitò anche loro per non ferirle.
Per quanto riguarda il matrimonio, inizialmente Abdülhamid progettò di sposare Hatice a Kabasakal Çerkes Mehmed Pasha, già vedovo di due principesse ottomane, Naile Sultan (sorellastra di Abdülhamid II e zia di Hatice) e Esma Sultan (figlia del sultano Abdülaziz e cugina di Abdülhamid II), ma il matrimonio non andò in porto.
Infine, il 3 settembre 1901, in una tripla cerimonia a Palazzo Yıldız insieme a Fehime Sultan e a Emine Sultan, figlia di Abdülaziz, Abdülhamid II sposò Hatice a Ali Vasıf Bey, figlio di un paggio di tavola. Per l'occasione, lo elevò a Paşah e creò per lui il titolo di "Scriba di Codici". Assegnò loro come residenza una villa a Ortaköy, a fianco a quella di sua figlia Naime Sultan.
Il matrimonio fu fin da subito estremamente infelice. Hatice, offesa dalla scelta del marito, chiuse a chiave la sua stanza la prima notte di nozze e continuò a farlo per tutta la durata del matrimonio. Tuttavia, a un certo punto deve aver consumato, perché ebbe una figlia che il marito riconobbe come sua.

## Scandalo
Poco dopo le nozze, Hatice iniziò una relazione con Mehmed Kemaleddin Paşah, marito di sua cugina Naime Sultan, che viveva nella villa a fianco la sua. I due vennero scoperti agli inizi del 1904.
Lo scandalo montò immediatamente. I due furono accusati addirittura di aver progettato di avvelenare i rispettivi coniugi per potersi sposare e la cosa fu ripresa non solo dalla stampa ottomana, ma anche da quella europea e americana (la notizia comparve addirittura sul New York Times, il 25 maggio 1904).
Kemaleddin venne prima fatto divorziare e posto agli arresti domiciliari e più esiliato, mentre Hatice ottenne finalmente il permesso di divorziare solo intorno al 1909, quando Abdülhamid II venne deposto e sostituito da Mehmed V, suo fratellastro minore. Secondo Filitzen Hanim, una delle consorti di Murad V, la vergogna e il dolore per lo scandalo che aveva colpito la sua figlia preferita portarono Murad, già indebolito dal dolore per la morte recente di sua figlia minore Atiye Sultan, alla morte nel giro di pochi mesi. Dopo qualche tempo, Hatice fu perdonata e riammessa a corte.
In realtà, non è nota con certezza la natura della loro relazione. Secondo Filitzen Hanim, era una relazione carnale, ma secondo Semih Mümtaz, figlio del governatore di Bursa e carceriere di Kemaleddin durante gli arresti, consisteva solo in lettere scambiate oltre il muro che divideva i loro giardini e in incontri fugaci.
Neppure i sentimenti di Hatice sono chiari. Mentre Kemaleddin era chiaramente innamorato di lei (nelle sue lettere, oltre a lamentare la sua assenza e a supplicare di incontrarsi il prima possibile, racconta come una volta rallentò davanti alla sua casa solo per scorgerla mentre saliva in carrozza), Hatice, secondo Filitzen Hanim e anche secondo sua nipote (Kenizé Mourad, figlia della figlia di Hatice, Selma Hanımsultan) voleva solo vendicarsi dei torti subiti da lei e dalla sua famiglia per mano di Abdülhamid II, la deposizione e il confinamento di suo padre e della sua famiglia, il matrimonio tardivo con un uomo che non gradiva, il divieto di rivedere i genitori, rovinando il matrimonio della sua figlia favorita, e fu Hatice stessa a mostrare le lettere di Kemaleddin al sultano. Secondo altri, Hatice provava comunque un sentimento sincero per Kemaleddin, che la aiutava a distrarsi dalla sua vita infelice.
In ogni caso, quando, durante la Seconda era costituzionale, Kemaleddin rientrò a Istanbul e le chiese di sposarlo, lei rifiutò. Secondo alcuni fu orgoglio, perché non voleva lo "scarto" di un'altra principessa, secondo altri fu mancanza di sentimento, oppure perché a quel punto Hatice aveva già conosciuto l'uomo che sarebbe diventato il suo secondo marito e si era innamorata di lui.

## Secondo matrimonio
L'11 maggio 1909, dopo un breve e appassionato fidanzamento, Hatice Sultan sposò Rauf Hayreddin Bey (1871-1936), figlio di Hayri Bey e sua moglie Belkas Hanim, e segretario del ministro degli Esteri. I due ebbero insieme due figli e una figlia, ma il rapporto, inizialmente d'amore, si deteriorò presto e Hatice divorziò nel 1918. Alla fine, Hatice si stabilì in una villa che divise con Arife Kadriye Sultan, nipote di uno dei fratellastri di suo padre. 
Si adoperò anche per aiutare quelle fra le consorti di suo padre che, una volta rimaste vedove, erano state liberate dal confinamento al Palazzo di Çırağan ma ridotte in miseria a causa della riduzione o della sospensione dei loro stipendi. Ospitò in casa sua Nevdürr Hanim e scrisse più volte per assicurare alle altre l'assegnazione di rendite sufficienti a condurre una vita comoda. La madre di Hatice, Şayan Kadın, scelse invece di rimanere al Palazzo di Çırağan, che lasciò solo quando fu espropriato dal governo repubblicano.

## Beneficenza
Hatice Sultan faceva parte dell'associazione filantropica Centro per le donne Hilal-i Ahmer. Durante la campagna di Gallipoli, come membro, visitò gli ospedali donando ai soldati fazzoletti, sigarette, thè e zucchero.

## Esilio
Nel 1924 la dinastia ottomana venne esiliata.
Hatice, insieme ai due figli ancora vivi, si trasferì in Libano, a Beirut, dove vissero dei soldi inviati loro dall'ex marito, ma quando Rauf cadde in disgrazia (venne accusato di contrabbando e imprigionato) Hatice si ritrovò nell'indigenza.
Date le loro condizioni economiche, si ritrovò obbligata a organizzare un buon matrimonio per la figlia, Selma Hanımsultan. Nel 1931, due principesse ottomane, Dürrüşehvar Sultan e Nilüfer Hanımsultan, avevano sposato i figli del Nizam di Hyderabad, Mir Osman Ali Khan, considerato l'uomo più ricco del mondo. Sei anni dopo, nel 1937, le due riuscirono a combinare un matrimonio fra Selma e Syed Sajid Husain Ali, Raja di Kotwara.  La principessa si trasferì in India, dove visse un matrimonio infelice, mentre sua madre e suo fratello rimasero in Libano, vivendo con la pensione concessa loro dal Raja, ma le loro condizioni rimasero precarie.
Il filosofo Rıza Tevfik le fece visita negli anni '30 e, sebbene non fosse più giovane e vivesse in una casetta, la trovò ancora molto bella e dignitosa.

## Morte
Hatice Sultan morì di ictus il 13 marzo 1938, e venne sepolta nel monastero di Solimano, a Damasco, in Siria.

## Discendenza

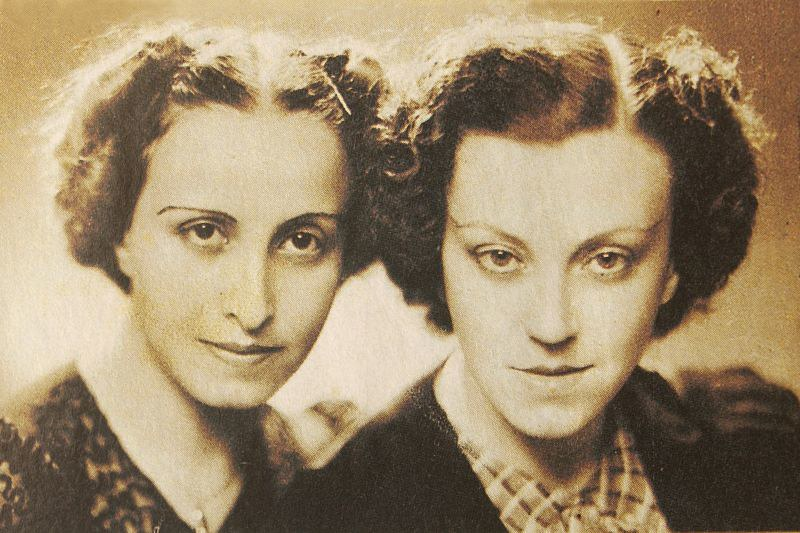
Hatice (a sinistra) con la figlia minore, Selma

Dal suo primo matrimonio, Hatice Sultan ebbe una figlia:
- Ayşe Hanımsultan (1902 - ?). Morta durante l'infanzia.

Dal suo secondo matrimonio, Hatice Sultan ebbe due figli e una figlia:
- Sultanzade Osman Bey (1910 - 31 gennaio 1911). Sepolto nel mausoleo Şehzade Ahmed Kemaleddin nel cimitero Yahya Efendi.
- Sultanzade Hayri Bey (19 giugno 1912 - 1951). Non si sposò né ebbe figli. Morto a Beirut.
- Selma Hanımsultan (13 aprile 1916 - 13 gennaio 1942). Sposata una volta, ebbe una figlia, Kenizé Mourad.

## Onorificenze
Hatice Sultan venne insignita delle seguenti onorificenze:
- Ordine della Casa di Osman
- Ordine della Carità, 1ª classe

## Cultura popolare
- Nel film del 2012 The Sultan's Women, è interpretata dall'attrice turca Melike Günal Kurtulmuş.
- Nella serie TV storica turca del 2017 Payitaht: Abdülhamid, è interpretata dall'attrice turca Gözde Kaya.
- Hatice Sultan è una dei personaggi del romanzo storico di Ayşe Osmanoğlu del 2020, The Gilded Cage on the Bosphorus.
- Hatice Sultan è uno dei personaggi del romanzo storico biografico di Kenizé Mourad del 1987, Da parte della Principessa morta.